# Фуншал
 Тази статия е за града в Португалия.  За общината вижте Фуншал (община).  
Фунша̀л (на португалски: Funchal) е главният град на португалския остров Мадейра. Население 111 541 жители от преброяването през 2011 г.

## Спорт
Град Фуншал има два представителни футболни отбора. Техните имена са Насионал Мадейра и Маритимо. Те са дългогодишни участници в най-висшия ешелон на португалския футбол.

## Известни личности
Родени във Фуншал
- Едуин Кенан (1861 – 1935), английски икономист
- Кристиано Роналдо (р. 1985), футболист